# Worms-Neuhausen
Neuhausen est le plus petit, mais le quartier le plus peuplé de la ville de Worms. Fondée en 847, Neuhausen a été incorporé au 1er avril 1898 comme le premier arrondissement.

## Géographie
Neuhausen est situé immédiatement au nord-ouest du centre de Worms. Autour du centre historique, autrefois limité par la Pfrimm, le village commence à s'étendre au XXe siècle jusqu'au côté ouest de la gare de Worms. Plus tard il s'y ajoute au Nord un nouveau quartier, le "Nordendsiedlung".
À l'est, Neuhausen s'étend donc jusqu'à la ligne Mayence à Ludwigshafen (de).

## Histoire
Le village se développait autour du Cyriakus stift et partage son histoire.
En 1898, Neuhausen devenait quartier de Worms. Avec ses 2.460 habitants il était le quartier le plus peuplé de Worms.

### Nom
Neuhausen changea souvent son nom: Niuhusen (847), Niwihusa (877), Niuhusa (897), Nuhusa (964), Nühusen (1124), Nuwehusen (1207), Nuhusen (1212).

### Blason
Feuille de palmier de saint Cyriaque sur fond en or.

## Vue sur Neuhausen

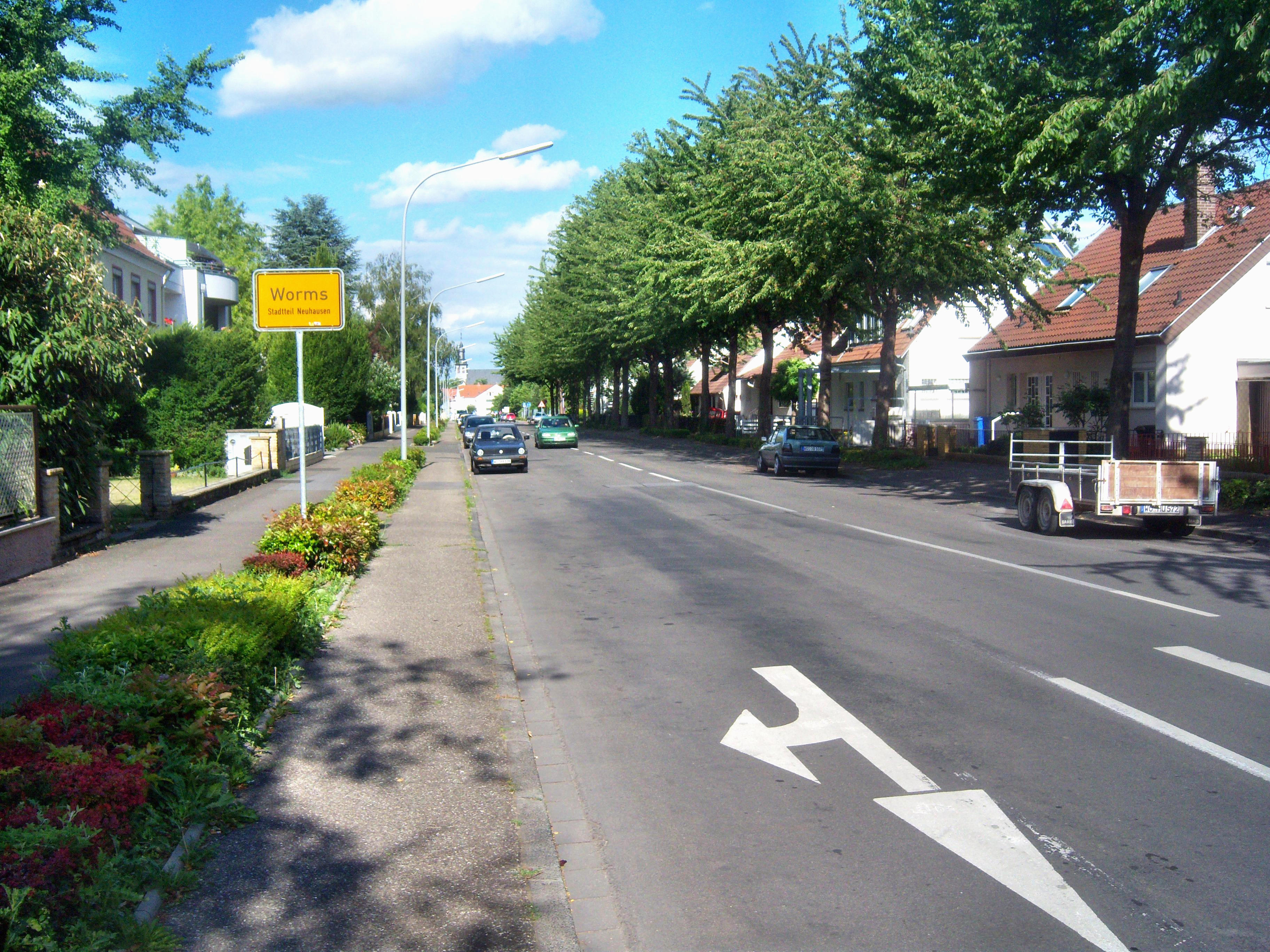
Entrée du village arrivant par la rue Eckenbert, venant de Hochheim

Neuhausen s'étendait continuellement. Cette augmentation de la population signifie qu'aujourd'hui de nombreux immeubles dominent le paysage urbain de Neuhausen autrefois rurale. Les immeubles furent construits dans les années 1920, destinés aux cheminots pour la plupart.
À côté des immeubles il y a aussi des quartiers de maisons individuelles; le plus grand se trouve au Nord et s'appelle donc "Nordendsiedlung".

## Sites touristiques
Neuhausen offre plusieurs sites touristiques qui sont situés pour la plupart dans le centre historique du quartier.
À noter les curiosités suivantes : l'église protestante de 1905-1906 avec une fontaine romaine, l'église St. Amandus moderne de 1952, l'ancienne chapelle Cyriacus (aujourd'hui une résidence privée), la Haus zur Krone en style rococo.